# آخرین قارون
آخرین قارون (انگلیسی: The Last Tycoon) رمانی ناتمام، نوشتهٔ اف. اسکات فیتزجرالد است. این رمان پس از مرگ او، در سال ۱۹۴۱ با کمک دوستش، ادموند ویلسون که نویسنده و منتقدی ادبی بود، منتشر شد. به‌گفتهٔ پابلیشرز ویکلی، این رمان با شخصیت اصلی آن، مونرو استار که از تهیه‌کنندهٔ فیلم اروینگ تالبرگ الگوبرداری شده‌است، «به‌طور کلی رمانی کلیددار محسوب می‌شود». این رمان صعود به قدرت استار را دنبال می‌کند و کشمکش‌های او با رقیب خود، پت بریدی که شخصیتی براساس لوئیس بی. مایر، رئیس استودیوی ام‌جی‌ام است، به تصویر می‌کشد.